# كالانا غرين
كالانا غرين (بالإنجليزية: Kalana Greene)‏ مواليد 13 يوليو 1987، هي لاعبة كرة سلة أمريكية. بدأت مسيرتها الاحترافية في سنة 2010. تم اختيارها من قبل فريق نيويورك ليبرتي خلال الدرافت. فازت بلقب دوري المحترفات.

## المسيرة الاحترافية
لعبت مع نيويورك ليبرتي في سنة 2010، ثم لعبت مع كونيتيكت صن في سنة 2011، ثم لعبت مع واشنطن ميستيكس في سنة 2014، ثم لعبت مع سان أنطونيو ستارز في سنة 2015، ثم لعبت مع مينيسوتا لينكس في سنة 2015.

## روابط خارجية
- كالانا غرين على موقع الاتحاد الوطني لكرة السلة النسائية (الإنجليزية)
- كالانا غرين على موقع كرة السلة الأوروبية.كوم (الإنجليزية)
- كالانا غرين على موقع كلية كرة السلة في سبورتس رفرنس.كوم (الإنجليزية)
- كالانا غرين على موقع بروبوليرز (الإنجليزية)
- كالانا غرين على موقع سبورتس رفرنس (الإنجليزية)